# 하이큐!! 리에프 등장! & VS"낙제점"
《하이큐!! 리에프 등장! & VS"낙제점"》(일본어: ハイキュー!! リエーフ見参!;;ハイキュー!! VS赤点)은 2025년 7월 31일에 대한민국에서 개봉한 일본의 애니메이션 영화이다.

## 기타
- 수입사 :  에스엠지홀딩스